# Zhamu Cuo
Zhamu Cuo (kinesiska: 扎木错) är en sjö i Kina. Den ligger i provinsen Qinghai, i den nordvästra delen av landet, omkring 860 kilometer sydväst om provinshuvudstaden Xining. Zhamu Cuo ligger 4 706 meter över havet. Arean är 7,3 kvadratkilometer. Trakten runt Zhamu Cuo består i huvudsak av gräsmarker. Den sträcker sig 4,5 kilometer i nord-sydlig riktning, och 5,0 kilometer i öst-västlig riktning.